# Franjo Josip I., knez Lihtenštajna
Franjo Josip I., knez Lihtenštajna (Milan, 19. studenog 1726. – Metz, 18. kolovoza 1781.), osmi knez Lihtenštajna.

## Životopis
Rođen je u Milanu, kao najstariji od 13-ero djece. Bio je nećak Josipa Wenzela. Kada je jedini Wenzelov sin umro 1723. bio je priznat za nasljednika prijestolja Lihtenštajna. Nakon što je Franjo postao knez Lihtenštajna, pokazao je veliko zanimanje za rješavanje gospodarskih problema države te skupljajući brojne umjetnine. 
Umro je u Metzu 1781. godine.

## Brak i potomstvo
6. srpnja 1750. Franjo Josip I. se oženio za Leopoldinu od Sternberga (11. prosinca 1733. – 27. lipnja 1809.). Imali su osmero djece:
- Princ Josip Franjo de Paula Emanuel Filip Izaija
- Princeza Leopoldina Marija Ana Franciska de Paula Adelgunda
- Princeza Marija Antonija Alojza Walburga Mehtilda
- Princ Franjo de Paula Josip
- Princ Alojz I.
- Princ Ivan I. Josip
- Princ Filip Josip Alojz Martinijan
- Princeza Marija Josipa Hermenegilda

## Vanjske poveznice

### Mrežna sjedišta
- (engl.) Životopis na stranicama Kneževske obitelji Liechtenstein

### Sestrinski projekti
|  | Zajednički poslužitelj ima još gradiva o temi Franjo Josip I., knez Lihtenštajna |